# 알리투스주

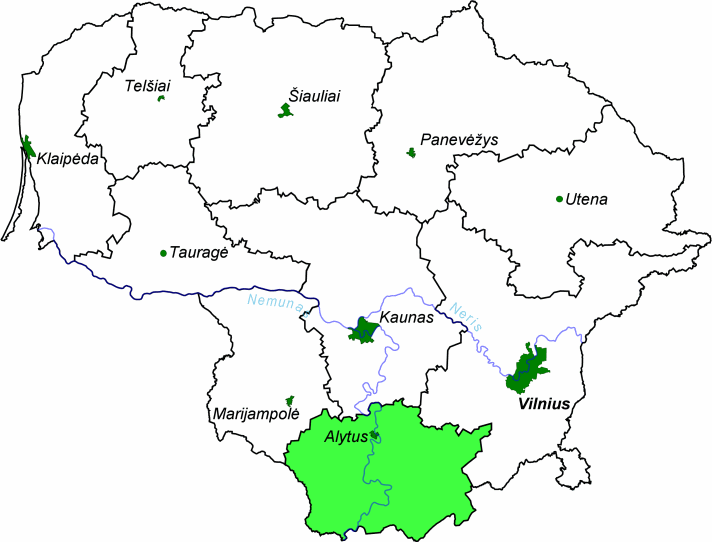
알리투스 주의 위치

알리투스주(리투아니아어: Alytaus apskritis)는 리투아니아 남부에 위치한 주로 주도는 알리투스이며 면적은 5,425km2, 인구는 177,040명(2008년 기준), 인구 밀도는 33명/km2, ISO 3166-2 코드는 LT-AL이다. 5개 지방 자치체(알리투스시, 알리투스구, 드루스키닝카이시, 라즈디야이구, 바레나구)를 관할한다.

주기
주 문장